# LRD Performance
LRD Performance es un equipo argentino de automovilismo, fue fundado en el año 2020 por el piloto Diego De Carlo, sobre la base de su equipo de trabajo, para su participación en las categorías Turismo Carretera y TC Pick Up.
Según De Carlo, el nombre del equipo es una sigla formada a partir de las iniciales de las palabras Lealtad, Respeto y Dignidad. Si bien en temporadas anteriores supo competir con esta denominación, lo hacía en forma tercerizada, contratando los servicios de otros equipos. Finalmente, supo establecerse completamente en el año 2020, instalando su cuartel general en la localidad bonaerense de Canning.
Además de participar en TC y TC Pick Up, el LRD Performance tuvo participaciones en otras categorías dentro del organigrama de la Asociación Corredores de Turismo Carretera, habiendo incursionado en el TC Pista, TC Mouras y TC Pista Mouras. Dentro de esta estructura, además de su fundador, supieron competir pilotos como Facundo Ardusso, Diego Ciantini, Ricardo Risatti III y Juan José Ebarlín entre otros.
Si bien, desde sus inicios el LRD Performance fue pensada como escuadra para competir en las diferentes categorías de ACTC, lo que la terminó poniendo en plano de relevancia fue el hecho de haber sido una de las primeras escuderías en adherir a la iniciativa de renovación y modernización del parque automotor del Turismo Carretera, al anunciar la construcción de una unidad Chevrolet Camaro ZL1 modelo 2023, con miras a su participación en el campeonato 2024 del Turismo Carretera. Aquella unidad fue presentada por Ricardo Risatti III el 25 de febrero de 2024, logrando uno de los mejores resultados tanto personales, como de la escudería y del modelo, dentro del ámbito del TC.

## Historia

### El fundador
Diego Santo De Carlo es un piloto argentino y propietario de equipo de automovilismo. Desarrolló su carrera deportiva a nivel nacional, compitiendo exclusivamente en categorías de la Asociación Corredores de Turismo Carretera. Debutó en 1999 en el TC Pista, donde compitió hasta el año 2006, en el que obtuvo su mejor desempeño al finalizar el torneo en la cuarta ubicación, lo que le valió el ascenso al Turismo Carretera a partir de la temporada 2007. En esta categoría, debutó al comando de un Chevrolet Chevy del equipo HAZ Racing Team, llegando a completar 200 carreras el 19 de junio de 2021, durante la competencia corrida en el Autódromo San Nicolás.
Además del TC, en 2019 incursionó por primera vez en la categoría TC Pick Up, debutando al comando de una Volkswagen Amarok del equipo de Christian Dose. En la temporada siguiente, adquirió dicha unidad para ponerla a competir bajo su propia estructura.
Con base a su experiencia en más de 200 competencias dentro del Turismo Carretera y habiendo tenido acceso a diferentes preparadores e ingenieros, en 2020 decidió independizarse y crear su propia escudería, con el objetivo de no solamente continuar con su carrera deportiva, sino también ofrecer un espacio para pilotos de otras categorías que deseen competir dentro del ámbito de la Asociación Corredores de Turismo Carretera.

### Creación del LRD Performance
Tras haber participado en 2019 dentro del Sportteam, luego de un fallido paso por el equipo de Walter Alifraco, Diego De Carlo tomó la decisión de continuar con sus actividades, aunque en esta oportunidad, de manera autogestiva. Por esta razón, en 2020 decidió consolidarse al inaugurar los talleres de su nueva estructura a la que dio en llamar LRD Performance. Si bien, en años anteriores De Carlo ya había participado en Turismo Carretera utilizando este nombre para denominar a su estructura, en esas oportunidades lo había hecho contratando servicios de forma tercerizada, por lo que desde 2020 fue la primera vez que lo hacía de manera 100% autogestionada. 
Según el propio De Carlo, el nombre del equipo es una sigla formada por las iniciales de las palabras Lealtad, Respeto y Dignidad. El equipo se consolidó estableciendo su base de operaciones en la ciudad de Canning, donde además de atender y preparar su coche de Turismo Carretera, también se atiende su camioneta para la categoría TC Pick Up. En sus primeros años, el equipo contó con las presencias de Diego Benavídez como jefe de taller, Fabián Fuentes como director técnico, Pedro Viglietti como director deportivo y Daniel Berra como encargado de la motorización, además del asesoramiento técnico de Marcelo Santagata.
Si bien inicialmente, el equipo se formó con el objetivo de dar continuidad a su carrera personal, prontamente De Carlo anunció un ambicioso proyecto, por el cual planificó expandir la presencia de su estructura en las diferentes categorías de la Asociación Corredores de Turismo Carretera, por lo que además de su incursión en el TC al comando de su Chevrolet Chevy, en 2020 anunció el ingreso del LRD Performance en la división TC Pick Up, para la cual había adquirido la Volkswagen Amarok con la cual había debutado el año anterior, en el equipo de Christian Dose. Tras ello, en 2021 anunció el ingreso del equipo en el TC Pista, poniendo a competir una unidad Chevrolet Chevy con Jonathan Vázquez al volante, sin embargo, la presencia de Vázquez en el equipo apenas duró dos fechas. A pesar de esto, el equipo renovaría su apuesta inicialmente anunciando un profundo recambio en su personal técnico, abandonando el asesoramiento de Santagata y confirmando en su plantel a Federico Benavídez como jefe de taller, Roberto Barbera como chasista, Ariel Lucesoli como asesor técnico y Pablo López en la logística y atención de la unidad.
En 2022, De Carlo rompería el mercado de pases del TC, a la vez de anunciar una nueva ampliación en su estructura. A las ya confirmadas presencias de Diego De Carlo en el TC y la TC Pick Up, el equipo anunció la contratación para la temporada 2022 de Facundo Ardusso, a la vez de confirmar el ingreso del equipo al TC Mouras con una unidad para el piloto Jeremías Scialchi, y otra más en la categoría TC Pista Mouras, donde fue confirmado como piloto Luca De Carlo, sobrino de Diego.  Pese a lo ambicioso del proyecto, luego de las primeras 10 fechas Ardusso anunció su desvinculación de equipo, pasando a competir en el Maquin Parts Racing al comando de un Torino Cherokee, mientras que Scialchi hacía lo propio en el TC Pista, donde anunció su pase al Trotta Racing Team para competir con otro Torino Cherokee. En contrapartida a ello, la salida de Ardusso fue cubierta con la incorporación de Diego Ciantini, proveniente del equipo de Rodolfo Di Meglio.
Para 2023, el LRD renueva su plantel de pilotos manteniendo a De Carlo dentro del TC y TC Pick Up, pero anunciando las incorporaciones de Ricardo Risatti III en el TC reemplazando a Ciantini que había emigrado al JP Carrera, y de Sebastián Salse en el TC Pista, mientras que Luca De Carlo continuaría su carrera dentro del TC Pista Mouras. Por otra parte, el personal técnico se mantendría contando con la participación de Braian Kissling como director técnico (se había incorporado al equipo en 2022), Federico Benavídez como jefe de taller y la motorización a cargo de Aldo “el Indio” Fasano y Daniel Reyna. Sin embargo, nuevamente el mercado de pases sería protagonista en la estructura de este equipo, cuando tras la cuarta fecha del calendario Sebastián Salse anunció su desvinculación del equipo, yendo a competir a la escuadra de los Hermanos Álvarez. En contrapartida, la plantilla del Turismo Carretera se amplió con la incorporación de Juan José Ebarlín, proveniente del LCA Racing y que a su vez desembarcaba en el equipo junto al expiloto y preparador histórico de la marca Chevrolet, Luis Minervino, como su motorista personal.
Pero lo que terminó de poner en relevancia a esta estructura, fue el anuncio que hiciera su propietario Diego De Carlo de sumarse a la renovación y modernización del Turismo Carretera, impulsada por ACTC en el año 2023. Para ello, De Carlo anunció sus intenciones de iniciar la construcción de un Chevrolet Camaro ZL1 para competir a partir de la temporada 2024. De esta manera, el LRD Performance se convertiría en la segunda escudería en iniciar la producción de un modelo nuevo de la marca Chevrolet, luego de los anuncios realizados por la novel escudería Pradecon Racing. Los trabajos de armado del nuevo prototipo se iniciaron en el taller de Canning, mientras que para pilotearlo fue elegido Ricardo Risatti III. El equipo se completó con la ratificación de Juan José Ebarlín en el TC, quien a su vez ratificó a Luis Minervino como su motorista, mientras que De Carlo además de continuar al frente de la escudería anunció su participación en la TC Pick Up a tiempo completo, en tanto que en TC lo haría en forma intermitente.  Iniciada la temporada de TC, además del estreno del Camaro en manos de Risatti, tanto De Carlo como Ebarlín se mantuvieron al comando de sus respectivos Chevrolet Chevy, con la promesa de iniciar la renovación de sus máquinas con el transcurrir de la temporada. De esta forma, Ebarlín terminó estrenando su unidad en la octava fecha del campeonato, corrida en el Autódromo Rosamonte de Posadas, Misiones, mientras que De Carlo haría lo propio en la décima fecha, en el Autódromo Oscar y Juan Gálvez de la Ciudad de Buenos Aires.

## Participaciones en categorías de ACTC
| Valores    | Turismo Carretera | TC Pista | TC Mouras | TC Pista Mouras | TC Pick Up |
| ---------- | ----------------- | -------- | --------- | --------------- | ---------- |
| Temporadas | 2020              | -        | -         | -               | 2020       |
| Temporadas | 2021              | 2021     | -         | -               | 2021       |
| Temporadas | 2022              | -        | 2022      | 2022            | 2022       |
| Temporadas | 2023              | 2023     | -         | 2023            | 2023       |
| Temporadas | 2024              | -        | -         | -               | 2024       |
| Temporadas | 2025              | -        | -         | -               | 2025       |

## Marcas representadas y modelos utilizados
| Turismo Carretera | Turismo Carretera    | Turismo Carretera | Turismo Carretera | Turismo Carretera |
| Marcas            | Modelos              | Años              |                   |                   |
| ----------------- | -------------------- | ----------------- | ----------------- | ----------------- |
| Chevrolet         | Chevrolet Chevy      | 2020-2024         |                   |                   |
| Chevrolet         | Chevrolet Camaro ZL1 | 2024-             |                   |                   |
| TC Pista          |                      |                   |                   |                   |
| Marcas            | Modelos              | Años              |                   |                   |
| Chevrolet         | Chevrolet Chevy      | 2021, 2023        |                   |                   |
| TC Mouras         |                      |                   |                   |                   |
| Marcas            | Modelos              | Años              |                   |                   |
| Chevrolet         | Chevrolet Chevy      | 2022              |                   |                   |
| TC Pista Mouras   |                      |                   |                   |                   |
| Marcas            | Modelos              | Años              |                   |                   |
| Chevrolet         | Chevrolet Chevy      | 2022-2023         |                   |                   |
| TC Pick Up        |                      |                   |                   |                   |
| Marcas            | Modelos              | Años              |                   |                   |
| Volkswagen        | Volkswagen Amarok    | 2020-             |                   |                   |